# Driving Rain
Driving Rain é um álbum do ex-Beatle, cantor, compositor e multistrumentista Paul McCartney possui a participação de Ringo Starr, Eric Clapton e seu filho James McCartney. Foi lançado em 2001, no dia 12 de novembro no Reino Unido e no dia 13 de novembro nos Estados Unidos. Foi produzido por Chris Thomas e David Kahne. Foi seu primeiro álbum após assumir seu relacionamento com Heather Mills.

## Faixas
1. Lonely Road (Paul McCartney)
2. From a Lover to a Friend (Paul McCartney)
3. She's Given Up Talking (Paul McCartney)
4. Driving Rain (Paul McCartney)
5. I Do (Paul McCartney)
6. Tiny Bubble (Paul McCartney)
7. Magic (Paul McCartney)
8. Your Way (Paul McCartney)
9. Spinning on an Axis (Paul McCartney/James McCartney/Ringo Starr)
10. About You (Paul McCartney)
11. Hearther (Paul McCartney)
12. Back in the Sunshine Again (Paul McCartney/Ringo Starr)
13. Loving Flame (Paul McCartney)
14. Riding into Jaipur (Paul McCartney)
15. Rinse the Raindrops (Paul McCartney)
16. Freedom (Paul McCartney)

## Músicos do álbum
- Paul McCartney - Vocais, Baixo, Violão, Guitarra, Piano, Bateria, Fender Rhodes, Percussão, Tamborim
- Eric Clapton - Guitarra (apenas em "Freedom")
- Rusty Anderson - Guitarra, Violão, Violão de 12 cordas, Backing Vocals, Baixo, Tampura, Percussão
- David Campbell - Viola
- Larry Corbett - Violoncelo
- Joel Derouin - Violino
- Gabe Dixon - Órgão, Piano, Backing Vocals, Percussão
- Matt Funes - Viola
- David Kahne - Synth, Guitarra, Órgão
- Abe Laboriel Jr. - Bateria, Percussão, Tamborim, Backing Vocals, Sanfona
- James McCartney - Guitarra, Percussão
- Ringo Starr - Violino, Bateria